# 重庆市第七十一中学校
重庆市第七十一中学校，簡稱重庆71中、71中，是位于重庆市沙坪坝区的公立初级中学。由原重庆市小龙坎中学以及重庆市汇育学校（初中部）合并而成，光明中学和重庆市小龙坎高级职业中学是其前身。该校曾获得第二届全国百强特色学校等荣誉。